# Castro (Lombardia)
Castro (lombardul: Càster) település Olaszországban, Lombardia régióban, Bergamo megyében. Lakosainak száma 1206 fő (2023. január 1.). Castro Solto Collina, Pianico, Lovere és Pisogne községekkel határos.

## Népesség
A település lakossága az elmúlt években az alábbi módon változott:
| Lakosok száma | 1331 | 1306 | 1206 |
|               | 2017 | 2018 | 2023 |